# Schaumburger Zeitung
Die Schaumburger Zeitung aus Rinteln ist eine Lokalzeitung, die im Südteil des niedersächsischen Landkreises Schaumburg und im nordwestlichen Landkreis Hameln-Pyrmont erscheint.
Ihr Verlag C. Bösendahl GmbH & Co. KG gehört zu den kleinen deutschen Zeitungsunternehmen und gibt außerdem die Schaumburg-Lippische Landes-Zeitung heraus. Die von der Schaumburger Zeitung verkaufte Auflage beträgt 3948 Exemplare.
Obwohl der Verlag formal selbständig und ein unabhängiges Unternehmen ist, ist er eine Tochter des Verlags C.W. Niemeyer (Deister- und Weserzeitung) aus Hameln (90 %) und des Madsack-Verlages (10 %). In ihrem Erscheinungsgebiet hat die Schaumburger Zeitung kein Monopol, sondern konkurriert mit den Schaumburger Nachrichten aus dem Madsack-Verlag (Hannoversche Allgemeine Zeitung). 

## Geschichte
Die Schaumburger Zeitung führt ihre Gründung auf das Jahr 1762 zurück, als in Rinteln erstmals die Rintelschen Anzeigen erschienen.
Nach dieser Traditionsbildung wäre die Schaumburger Zeitung die sechstälteste deutsche Tageszeitung.
Allerdings wurden die Rintelschen Anzeigen bereits 1771 wieder eingestellt, in der Folge erschien in Rinteln für sechzehn Jahre keine Zeitung mehr.
1787 erhielt der Rintelner Universitätsprofessor Theodor Schmalz das herrschaftliche Privileg,
die Hessen-Schaumburgischen Intelligenzblätter herauszugeben, aus denen nach einer Erscheinungspause während der französischen Besatzung unter Napoleon und nach zahlreichen Neugründungen und Umbenennungen (so ab 1789 Intelligenzblatt für die Grafschaft Schaumburg oder ab 1869 Kreisblatt für die Grafschaft Schaumburg) schließlich erst im Jahr 1883 die damals dreimal wöchentlich herausgegebene Schaumburger Zeitung hervorging.
Täglich erscheint die Schaumburger Zeitung seit 1906.
Wie andere deutsche Heimatzeitungen ist auch die Schaumburger Zeitung traditionell eng mit den Honoratioren der Stadt verknüpft, was der Zeitung im 19. Jahrhundert den Status eines Verkündigungsblattes sicherte: Seit 1883 hatte die Zeitung als „amtliches Publikations-Organ für Staats- und Communal-Behörden der Grafschaft Schaumburg“ die Funktion eines Amtsblattes.
Auch nach der Machtergreifung der NSDAP versuchte die Zeitung ihre Position zu bewahren und sich den neuen politischen Gegebenheiten anzupassen, indem sie etwa 1934 die regelmäßige Beilage 'Hitlerjugend' veröffentlichte.
Der Verlag reklamiert allerdings für die Zeit vor und nach der Machtübernahme wiederholte Angriffe durch die Nationalsozialisten, was 1939 zu einem erzwungenen Verkauf der Verlagsrechte der Zeitung an das Bückeburger NS-Blatt Die Schaumburg geführt habe. Die Schaumburger Zeitung wurde zum „Mitteilungsblatt des Kreises Grafschaft Schaumburg der NSDAP“. Nach dem Verkauf blieb dem Verlag C. Bösendahl lediglich der Druckauftrag für die ehemals eigene Zeitung, die bis zum Kriegsende weiter erschien.
Unter der amerikanischen Militärregierung Rintelns durfte die Schaumburger Zeitung im alten Verlag C. Bösendahl erneut ab dem 26. Mai bis in den Juni 1945 hinein erscheinen, musste dann aber wie alle anderen traditionellen deutschen Zeitungen bis zum Ende der Lizenzpflicht bzw. der Gewährung der Pressefreiheit im Jahr 1949 schließen (siehe auch Presse bzw. Pressepolitik in der Besatzungszeit).

## Bekannte ehemalige Redakteure
- Georg Mascolo, Ehem. Spiegel-Chefredakteur, Leiter des Rechercheverbund NDR, WDR und Süddeutsche Zeitung
- Frank Werner, Chefredakteur der Zeitschrift ZEIT Geschichte
- Michael Geffken, Ehem. Leiter der Leipzig School of Media